# Wang Zengyi
Pour les articles homonymes, voir Wang (patronyme).
Wang Zengyi est un joueur de tennis de table polonais d'origine chinoise. Champion de Pologne, il est actuellement classé 41e joueur mondial (Selon l'ITTF).  Il est arrivé en Pologne à l'âge de 18 ans, parce qu'il était né illégalement en Chine - ce qui lui fermait les portes de l'équipe officielle.
En 2009, il remporte avec son coéquipier polonais Lucjan Błaszczyk, la médaille d'argent lors du championnat d'Europe de tennis de table 2009 à Stuttgart.
Droitier, ce joueur évolue en prise porte plume.